# 光茎大黄
光茎大黄（学名：Rheum glabricaule）为蓼科大黄属下的一个种。

## 扩展阅读
- 維基物種上的相關：光茎大黄